# Ryuthela nishihirai
Ryuthela nishihirai es una especie de arácnido perteneciente al género Ryuthela, dentro de la familia Liphistiidae. Ellos crecen en las islas japonesas de Okinawa.